# Gõ kiến đen họng trắng
Hemicircus canente là một loài chim trong họ Picidae.
Chúng di chuyển theo cặp hoặc nhóm nhỏ và thường được tìm thấy trong các đàn động vật săn mồi hỗn hợp. Chúng phân bố rộng khắp Châu Á với quần thể ở các khu rừng ở phía tây nam và trung tâm Ấn Độ hơi tách ra khỏi dải phân bố ở dãy Himalaya và Đông Nam Á.

## Phân bố
Môi trường sống tự nhiên của chúng là rừng ẩm vùng đất thấp nhiệt đới hoặc cận nhiệt đới. Chúng được tìm thấy trong rừng Himalayan của Ấn Độ, Bangladesh và mở rộng sang Myanmar, Thái Lan, Lào, Campuchia và Việt Nam. Ở Ấn Độ, chúng cũng được tìm thấy ở Tây Ghats và rừng trung tâm của Ấn Độ. Một phân loài cordatus dựa trên mô tả của Thomas C. Jerdon từ một mẫu vật từ Tây Ghats không được coi là khác biệt và quần thể có chút khác biệt về màu sắc lông và có kích thước khác nhau về kích cỡ (chim phía Bắc có kích thước lớn hơn những con gần xích đạo).